# Aeropuerto Nacional de Kálimnos
El Aeropuerto Nacional de Kálimnos (en griego: Κρατικός Αερολιμένας Καλύμνου; IATA: JKL, ICAO: LGKY), también puede encontrarse como Aeropuerto Nacional de la Isla de Kálimnos, es un aeropuerto que opera en la isla de Kálimnos. Está situado a pocos kilómetros de la capital de la misma, Pothia (O Pothaia). Lleva operando desde el 9 de agosto de 2006. Durante el invierno, los vuelos que llegan al aeropuerto son casi todos vuelos de carga, exceptuando las líneas regulares.

## Historia
Ya en el año 1987 se presentó el proyecto del aeropuerto, pero no fue hasta el año 1989 cuando se dio luz verde a la construcción del mismo. Entre 1996 y 1998 se construyeron las pistas de los aviones y todos los elementos necesarios para la aviación; y entre 2004 y 2006 se construyó la terminal para pasajeros. El 9 de agosto de 2006, llegó el primer avión al aeropuerto.

## Vuelos
Los únicos vuelos que llegan al aeropuerto de la isla llegan desde Atenas y Astipalea, operados por Olympic Air.

### Horario de apertura
| Día       | Horario                       |
| --------- | ----------------------------- |
| Lunes     | 07:00 - 11:00 y 13:30 - 17:30 |
| Martes    | 07:00 - 11:00 y 13:30 - 17:30 |
| Miércoles | 12:30 - 17:00                 |
| Jueves    | 13:30 - 18:00                 |
| Viernes   | 07:00 - 11:00 y 13:30 - 17:30 |
| Sábado    | 12:30 - 17:00                 |
| Domingo   | 13:30 - 18:00                 |

## Establecimientos y facilidades
El aeropuerto cuenta con restaurantes, cafeterías, tiendas duty free, un banco, un botiquín, una farmacia, rampas y baños para minusválidos, párking, oficinas de reclamaciones y equipajes perdidos; y estación de policía. El aeropuerto solo tiene una cinta para recoger las maletas al salir del avión.

## Cómo llegar al aeropuerto
Puede llegarse al aeropuerto por autobús con un ticket, con un coste de 0,45€, aunque sólo operan en verano. Otra opción son los taxis.